# Deshais
Automobiles Deshais war ein französischer Hersteller von Automobilen.

## Unternehmensgeschichte
Das Unternehmen aus Paris begann 1950 mit der Produktion von Automobilen. Der Markenname lautete Deshais. 1952 endete die Produktion.

## Fahrzeuge
Im Angebot standen Kleinwagen. Anfangs kam ein luftgekühlter Einzylindermotor mit 125 bis 350 cm³ Hubraum sowie 6 bis 15 PS Leistung zum Einsatz, der über ein Vierganggetriebe die Vorderräder antrieb. Die offene Karosserie bot Platz für zwei Personen. Der Radstand betrug 2 Meter, das Gewicht mit dem kleinsten Motor 180 kg. Ab Herbst 1951 war auch ein Modell mit einem wassergekühlten, quer eingebauten Zweizylindermotor mit 420 cm³ Hubraum lieferbar, der Absatz war jedoch aufgrund des hohen Kaufpreises gering.